# Рандфонтейн (местный муниципалитет)
Рандфонтейн (Randfontein) — местный муниципалитет в районе Уэст-Ранд провинции Гаутенг (ЮАР). В соответствии с данным переписи 2001 года, большинство населения местного муниципалитета говорит на языке тсвана.